# Море на яснотата
Морето на яснотата (на латински: Mare Serenitatis) е лунно море, разположено на близката страна на Луната, източно от Морето на дъждовете. Диаметърът му е 674 км.

## Име
Имеро на морето ми е дадено от Джовани Ричиоли. По-рано Майкъл ван Лангрен му дава името Море на Евгения (на латински: Mare Eugenianum, в чест на Изабела-Клара-Евгения Хабсбург-Испанка, кралица на Испанска Нидерландия), а Йоханес Хевелий – Pontus Euxinus (от класическото име на Черно море).

## Изследване
Както Луна 21, така и Аполо 17 кацат близо до източната граница на морето, в района на веригата Montes Taurus. Аполон 17 кацна в долината Taurus Littrow, а Луна 21 – в кратера Le Monnier. Лунният десант Beresheet на SpaceIL е трябвало да кацне в Морето на яснотата, но се разбива на повърхността на 11 април 2019 г., на около 33° с.ш., 19° и.ш., близо до центъра на морето.
- Топографска карта на морето
- Гравитационна карта, базирана на данни от GRAIL

|  | Тази страница частично или изцяло представлява превод на страницата Mare Serenitatis и страницата Mare Serenitatis в Уикипедия на английски и нидерландски език. Оригиналните текстове, както и този превод, са защитени от Лиценза „Криейтив Комънс – Признание – Споделяне на споделеното“, а за творби, създадени преди юни 2009 година – от Лиценза за свободна документация на ГНУ. Прегледайте историята на редакциите на оригиналните страници тук и тук, за да видите списъка на техните съавтори. ВАЖНО: Този шаблон се отнася единствено до авторските права върху съдържанието на статията. Добавянето му не отменя изискването да се посочват конкретни източници на твърденията, които да бъдат благонадеждни. |